# Anthene latefasciata
Anthene latefasciata är en fjärilsart som beskrevs av Henry Stempffer 1945. Anthene latefasciata ingår i släktet Anthene och familjen juvelvingar. Inga underarter finns listade i Catalogue of Life.